# Cia-Cia
Cia-Cia (hangul: 바하사 찌아찌아, Bahasa Cia-Cia) är ett austronesiskt Muna-Buton-språk, talat runt Bau-Bau på Butons sydspets utanför Sulawesis sydkust.
Språket uppmärksammades 2009 i massmedia då det beslöts att man skulle anta hangul som skrivsätt.

## Ord

### Tal
- dise, ise - 1
- rua, ghua - 2
- tolu - 3
- pa'a - 4
- lima - 5
- no'o - 6
- picu - 7
- walu, oalu - 8
- siua - 9
- ompulu - 10[3]

### Verb
- 부리 buri (bughi) - skriva
- 뽀가우 pogau - prata
- 바짜안 baca'an - läsa[4][5]

### Substantiv
- 까아나 ka'ana - hem
- 시골라 sigola - skola
- 사요르 sayor - grönsak
- 보꾸 boku - bok[6][7]

### Meningar/Uttryck
- 따리마 까시 Tarima kasi. - Tack.
- 인다우 미아노 찌아찌아 Indau miano Cia-Cia. - Jag är Cia-Cia.
- 인다우 뻬엘루 이소오 Indau pe'elu iso'o. - Jag älskar dig.
- 모아뿌 이사우 Moapu isau. - Ursäkta mig.
- 움베 Umbe. - Ja
- 찌아 Cia. - Nej[8]